# Dème d'Achelóos
Pour les articles homonymes, voir Achéloos.
Le dème d'Achelóos, en grec moderne : Δήμος Αχελώου / Dímos Achelóou, est un ancien dème du district régional de Kardítsa, en Thessalie, Grèce. En 2010, il est fusionné au sein du dème d'Argithéa.
Selon le recensement de 2011, la population du dème compte 1 168 habitants.
Le nom de l'ancien dème fait référence au fleuve Achelóos, l'un des principaux cours d'eau de la Grèce.